# Grégory Lacombe
Grégory Lacombe (Albi, 11 gennaio 1982) è un ex calciatore francese, di ruolo centrocampista.

## Carriera
Ha giocato nelle massime serie di Francia e Portogallo.

## Palmarès

### Club

#### Competizioni nazionali
- Campionato francese: 2

Monaco: 1999-2000
Montpellier: 2011-2012
- Supercoppa francese: 1

Monaco: 2000